# Cyphomyia speciosa
Cyphomyia speciosa är en tvåvingeart som beskrevs av Lindner 1951. Cyphomyia speciosa ingår i släktet Cyphomyia och familjen vapenflugor.
Artens utbredningsområde är Peru. Inga underarter finns listade i Catalogue of Life.